# Коммунистическая партия Иракского Курдистана
Коммунистическая партия Иракского Курдистана (курд. حزبي شيوعى كوردستان / عيراق, араб. الحزب الشيوعي الكوردستاني / العراق‎) — политическая партия в Иракском Курдистане, созданная в 1993 году, когда от Иракской коммунистической партии отделилась её курдская ветвь. Лидером Партии является Камаль Шакир.
В ходе всеобщих выборах в январе и декабре 2005 года партия входила в состав Демократически-Патриотического альянса Курдистана. Партия имеет также и женское крыло, называемой «Женская лига Курдистана». Её лидер, Нахла Хусейн Аль-Шали, была убита (обезглавлена террористами) в 2008 году.
По итогам выборов 2013 года имеет 1 место в Национальном собрании Курдистана.